# Valeille
Valeille este o comună în departamentul Loire din sud-estul Franței. În 2009 avea o populație de 646 de locuitori.

## Evoluția populației
| An        | 1975 | 1982 | 1990 | 1999 | 2006 | 2009 |
| --------- | ---- | ---- | ---- | ---- | ---- | ---- |
| Populație | 397  | 391  | 470  | 518  | 579  | 646  |